# Kostel svatého Jakuba a Filipa (Litovel)
Kostel svatého Jakuba a Filipa je raně barokní kostel v Litovli na Staroměstském náměstí na pozemku parcelní číslo st. 270. Kostel leží v nadmořské výšce 234 metrů. Byl postaven koncem 17. století na místě románského kostelíku z 2. poloviny 12. nebo 1. poloviny 13. století. Původně byl kolem kostela hřbitov obehnaný zdí. Kostel je zapsanou nemovitou kulturní památkou s číslem 32923/8-1857.

## Historie

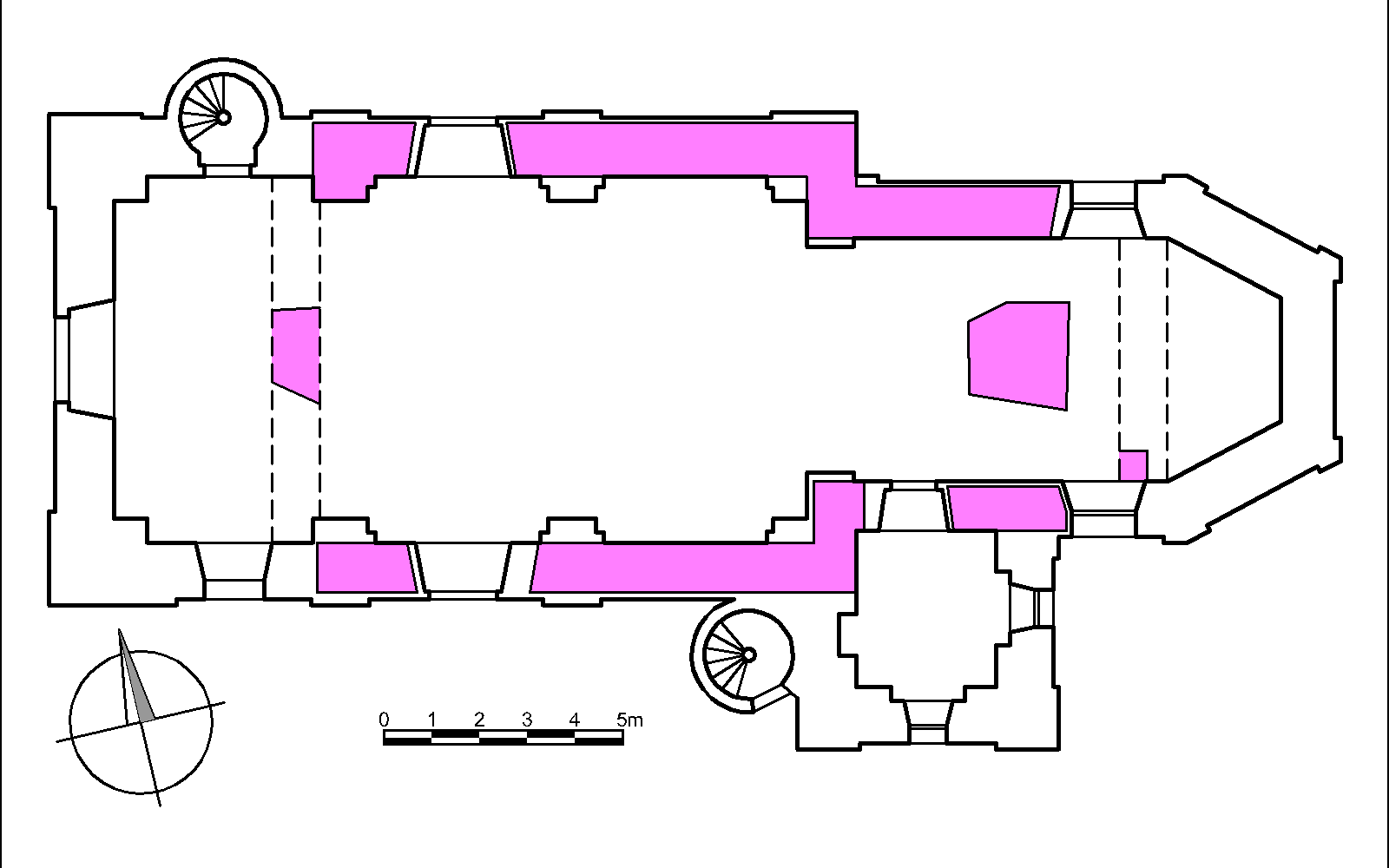
Půdorys kostela s barevným vyznačením předchozího románského kostela. Podle Faltýnek, K. 1998, Kostel sv. Filipa a Jakuba. Záchranný archeologický výzkum, NPÚ Olomouc.

Kostel se nachází na západním okraji území původní rybářské osady, která zde stávala před založením města Litovle (Staré město, antiqua civitas). Vznik kamenného kostela se odhaduje na 2. polovinu 12. nebo 1. polovinu 13. století. Údajně zde byl nalezen náhrobní kámen s letopočtem 1303. První písemnou zmínkou, která dokládá existenci kostela svatého Jakuba, je zápis ze 24. září 1342, kde se uvádí, že kněz Bedřich od svatého Jakuba daroval řádu sv. Ducha v Litovli zahradu. Kostel sám je poprvé zmiňován v litovelské městské knize v roce 1382.
Kostel byl nejprve kostelem farním. Po dokončení kostela svatého Marka se stal kostelem filiálním. V roce 1636 byla postavena věžička zastřešená bání. Kostel byl poničen během třicetileté války. V roce 1665 byla opravena prostřelená báň věže, kostel ale nadále chátral. Roku 1692 byla zahájena přestavba. Půdorys kostela byl prodloužen na straně kněžiště i na straně chóru, zdivo bočních stěn zůstalo částečně zachováno, jak doložil archeologický průzkum v roce 1998. Stavbu provedl stavitel Adam Glöckl z Olomouce spolu s polírem Ambrožem Lachmannem v letech 1692–1694. Přestavbu připomíná deska, zasazená na zdi kůru. Na přestavbu kostela přispěly litovelské cechy, jejichž znaky jsou zobrazeny na vybavení kostela. Kostel byl vysvěcen 1. května 1694 uničovským děkanem Karlem Ferdinandem Doleatorem (1652–1698).

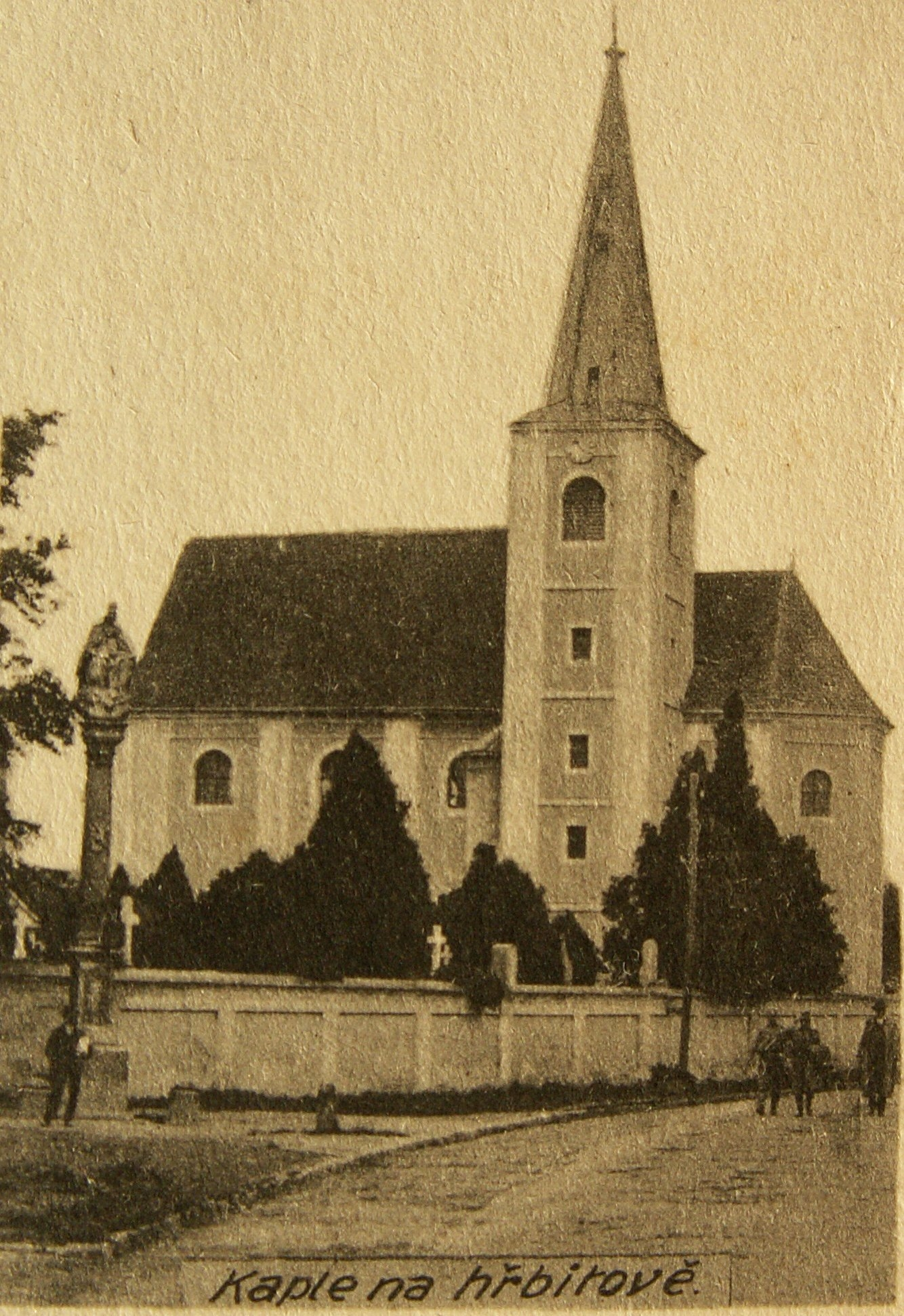
Kostel s hřbitovní zdí roku 1915

V roce 1854 byla opravena věž a namísto cibulové báně pokryté šindelem byla umístěna nová střecha ve tvaru osmibokého jehlanu.
Jeden ze tří zvonů byl zabaven v roce 1916.
Okolo kostela se nacházel hřbitov. Jednalo se o nejstarší hřbitov ve městě. Sem byly v roce 1784 přesunuty hrobky ze zrušeného hřbitova při kostele svatého Marka a hřbitov se tak stal jediným litovelským hřbitovem. V roce 1902 byla jeho kapacita naplněna a pohřbívání zde bylo ukončeno. Hřbitov byl později zrušen a na jeho místě se nachází park.
Během archeologického průzkumu po povodni v roce 1997 bylo nalezeno i jedenáct hrobů uvnitř kostela z 14.–18. století.
Dochovaly se dva seznamy inventáře kostela z roku 1667 a 1804.
S kostelem je spojen výroční trh na den svatého Jakuba, jehož konání bylo podle privilegia Ladislava Pohrobka z roku 1454 přesunuto ze Starého města do Litovle.

## Popis
Kostel je jednolodní orientovaná stavba s odsazeným kněžištěm, které je ukončeno trojbokým závěrem. K jižní straně kněžiště přiléhá pětipatrová hranolová zvonice, v níž se v přízemí nachází sakristie a v patře oratoř přístupná po z boku přistavěném šnekovém schodišti.
Loď i kněžiště jsou zaklenuty valenou klenbou s výsečemi. V západní části je hudební kruchta.
Střecha lodi je sedlová, východní štít je zdobený. Zvonice je zastřešena osmibokou jehlanovou střechou.
Průčelí jsou zdobena lizénami. Okna jsou nízká s polokruhovými záklenky lemovaná jednoduchými šambránami. Hlavní vstup do kostela v západním průčelí má zaklenutý portál, nad kterým je prázdná nika. Vedlejší vstup v jižním průčelí má pravoúhlý portál s tympanonem. Nad ním jsou tři výklenky pro sochy světců. Podobný, ale jednodušší je portál v severní stěně.

## Vybavení kostela
Hlavní oltář je trojdílný portálový. Ve čtyřicátých letech 18. století jej vytvořil Jiří Antonín Heinz. Na něm jsou sochy patronů kostela a kopie obrazu Pasovské Madony Lucase Cranacha staršího pravděpodobně od Jana Kryštofa Handke.
Dále se zde nacházejí dva protilehlé oltáře svaté Barbory a svatého Bartoloměje z dvacátých let 18. století z dílny Jana Václava Sturmera. Oltářní obraz svaté Barbory i obraz Madony v nástavci je připisován Jiřímu Antonínu Heinzovi. Na oltáři svatého Bartoloměje zobrazuje hlavní obraz Krista na hoře Olivetské a obraz v nástavci umučení svatého Bartoloměje. Obrazy jsou rovněž připisovány Janu Kryštofu Handke.
Edikulový oltář z roku 1700 byl původně v kapli svatého Jiří. Na hlavním obrazu je zobrazeno snímání z kříže, ve štítě pak oválný obraz svatého Jiří, bojujícího s drakem.

## Plastiky v okolí kostela
Před kostelem se nachází kamenný krucifix z roku 1781 (datace podle chronogramu na soklu). Kříž stál původně v ulici Boženy Němcové a byl sem přemístěn v osmdesátých letech 20. století.
Jižně od kostela se nachází Sloup Nejsvětější Trojice.
Severně od kostela je druhý krucifix a severovýchodně pak kamenná boží muka.

## Galerie

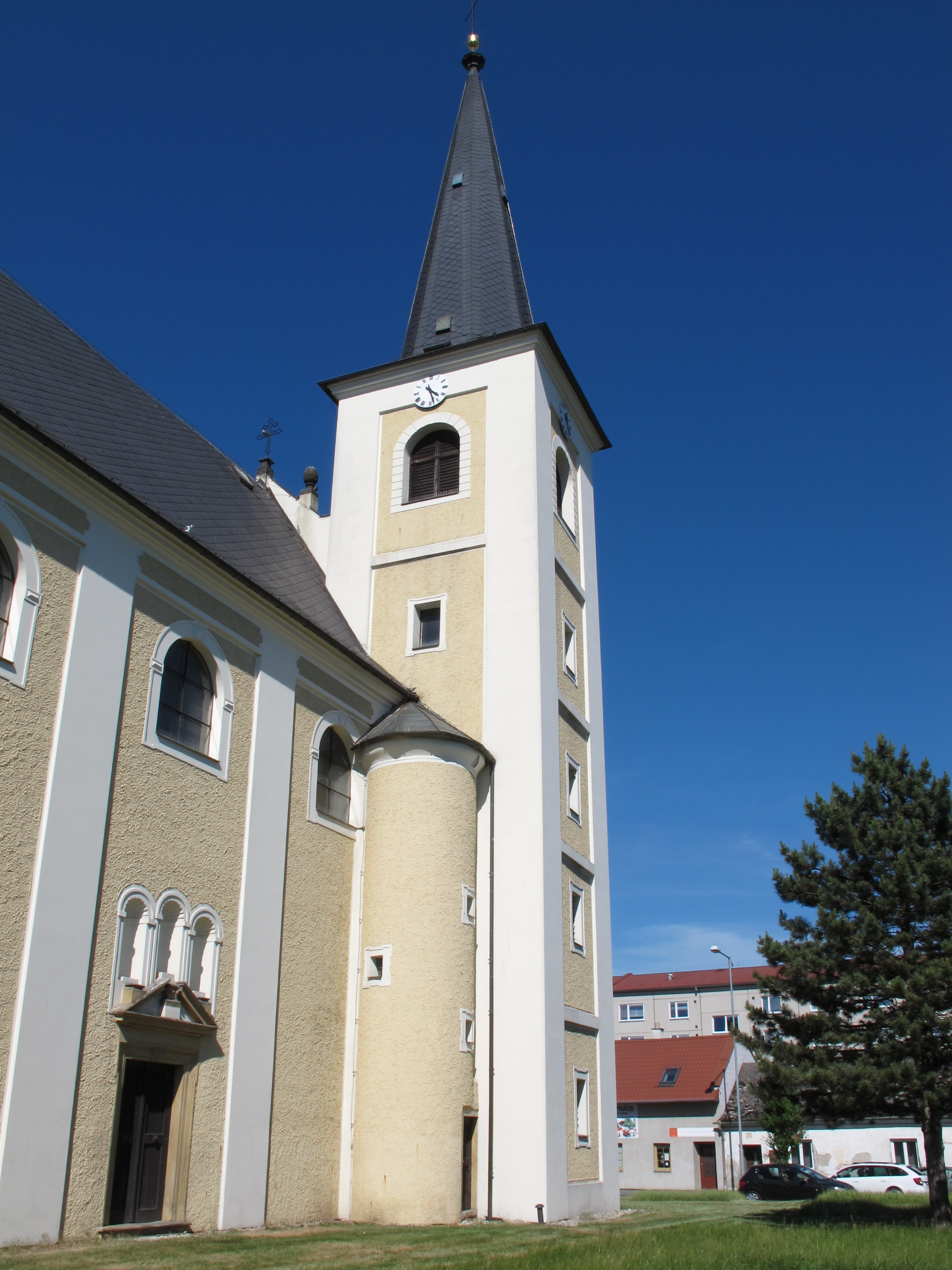
Kostelní věž
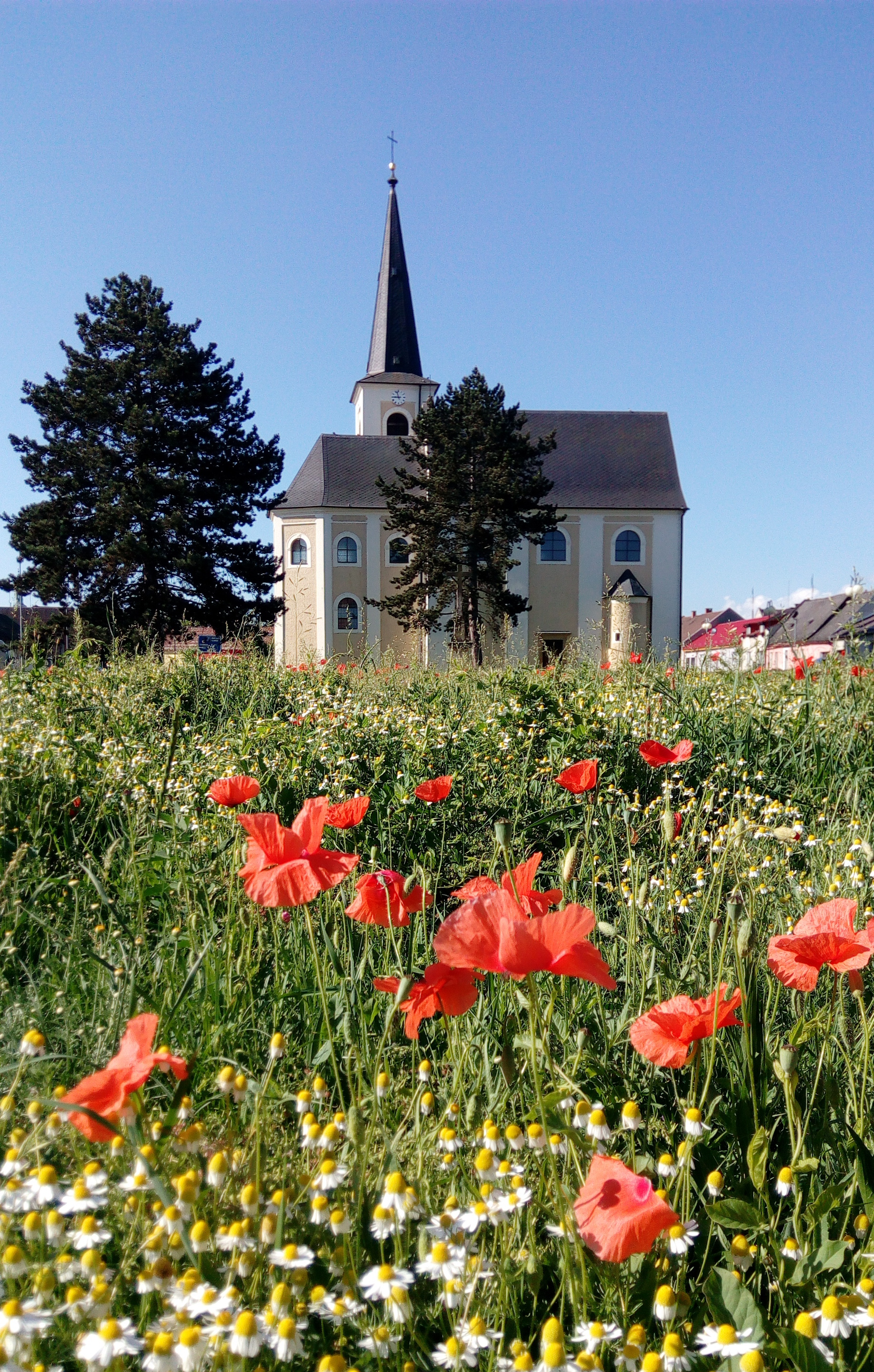
Pohled na kostel od severu
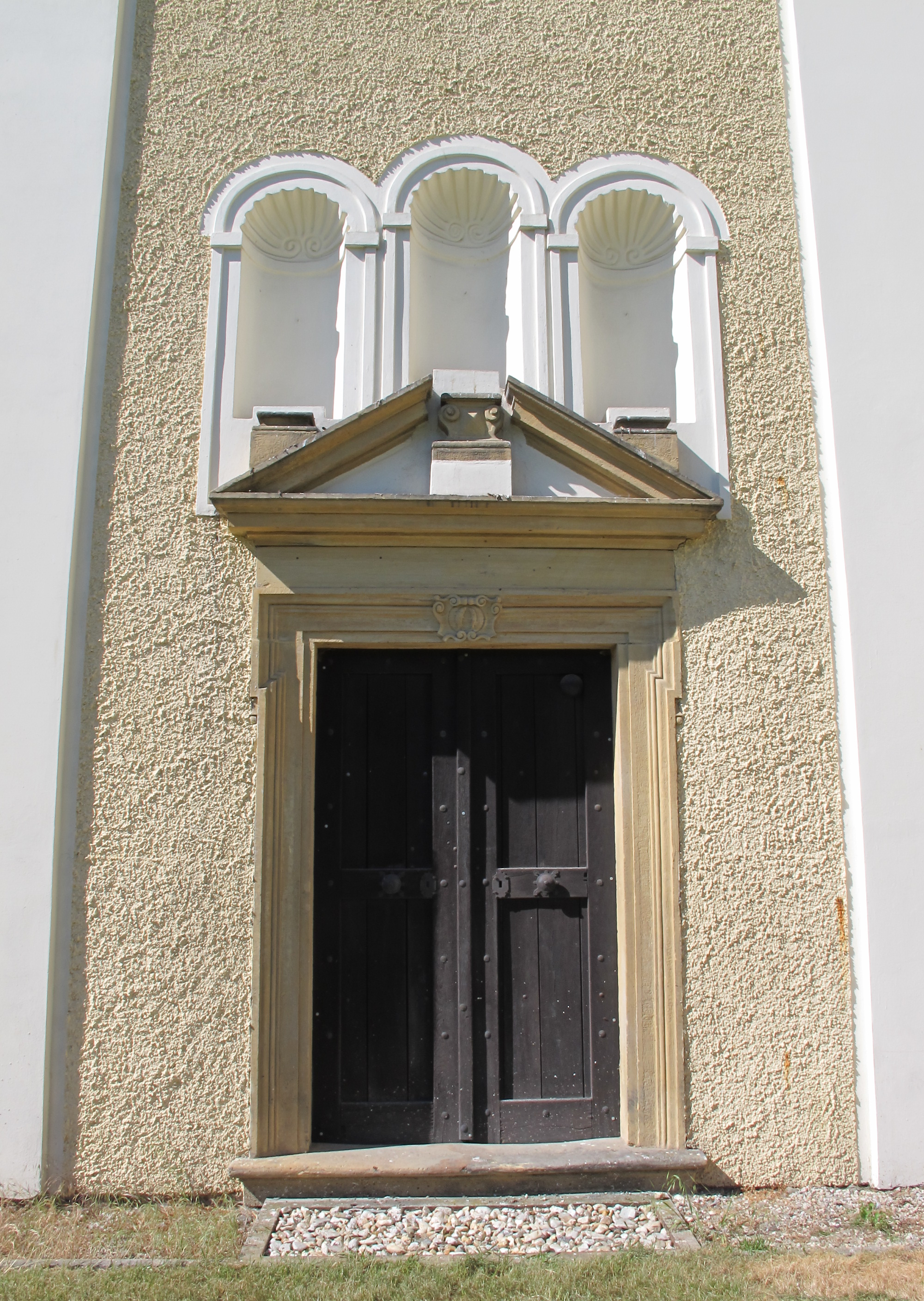
Dekorativní jižní vstup
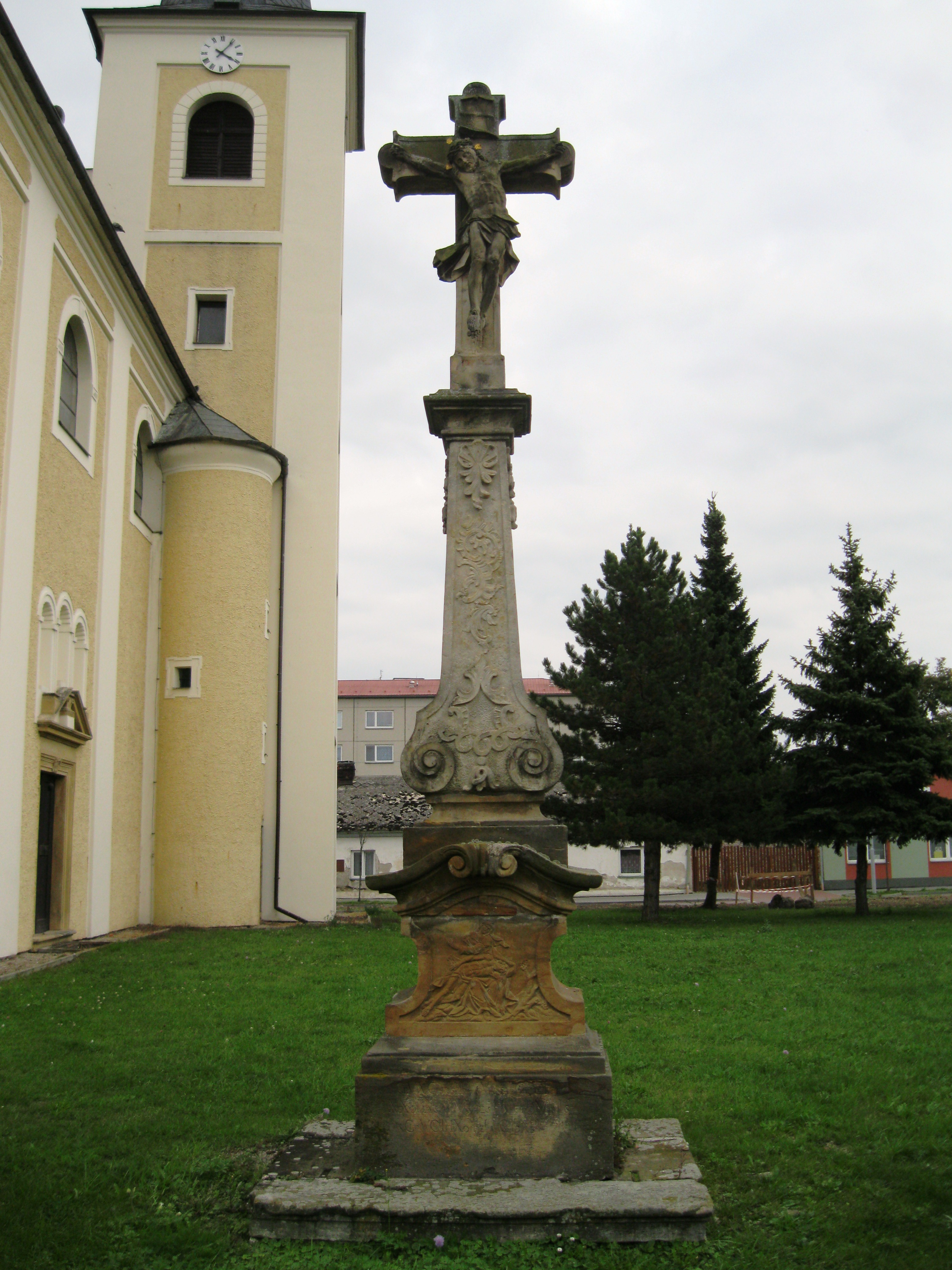
Kamenný kříž u kostela